# Hrebet Berga
Hrebet Berga (englische Transkription von russisch Хребет Берга Chrebet Berga, deutsch ‚Bergs Bergkamm‘) ist ein Berg im westantarktischen Queen Elizabeth Land. In der Neptune Range der Pensacola Mountains ragt er westlich des Hannah Ridge auf.
Russische Wissenschaftler benannten ihn.